# Quadricellara caraibica
Quadricellara caraibica är en mossdjursart som beskrevs av Ferdinand Canu och Ray Smith Bassler 1928. Quadricellara caraibica ingår i släktet Quadricellara och familjen Quadricellariidae. Inga underarter finns listade i Catalogue of Life.